# Preferente de Álava
La Regional Preferente de Álava(anteriormente Primera Regional) constituye el séptimo nivel de competición de la Liga Española de Fútbol en la provincia de Álava (País Vasco).
Esta competición se creó a raíz de la creación de la Federación Alavesa de Fútbol, fundada en 1987. Hasta entonces, los equipos alaveses estaban adscritos a la Federación Guipuzcoana y tomaban parte en sus competiciones.

## Sistema de competición
El sistema de competición varía de temporada a temporada, dependiendo del número de equipos alaveses que se inscriben. Por ejemplo, en algunos años se han creado dos grupos debido al gran número de equipos inscritos, creando una fase de ascenso, y en otras temporadas únicamente un solo grupo.
En la temporada 2016/2017, la competición estaba formada por 22 equipos integrados en dos grupos. Al término de la temporada, ascienden a la División de Honor de Álava los 3 equipos que se decidirán en una fase de ascenso. Esta cifra aumentaría en 4 si el segundo clasificado de la División de Honor de Álava asciende a la Tercera federación (Grupo IV). En la temporada 2022-23 se cambió el nombre y pasó de ser Primera Regional a Regional Preferente.

## Equipos participantes 2022/2023

### Grupo Único
| Equipo                        | Localidad             | Fundación | Estadio                           | Página web                                                                           | Twitter         |  |
| ----------------------------- | --------------------- | --------- | --------------------------------- | ------------------------------------------------------------------------------------ | --------------- |  |
| San Viator "B"                | Vitoria               | 2019      | Colegio San Viator                | https://sanviator.es/club-deportivo-sanviator/                                       | @CDSanViator    |  |
| Mercedarias K.E               | Vitoria               | 2016      | -                                 | https://nsm.vitoria.mercedariasdelacaridad.es/mercedarias-ke                         | @KirolMerced    |  |
| C.D. Giltzarrapo F.T.         | Amurrio               | 2016      | -                                 | -                                                                                    | @CGiltzarrapo   |  |
| C.D. Campezo F.R.             | Santa Cruz de Campezo | 1975      | Las Cruces                        | -                                                                                    | @CDCampezano    |  |
| C.F.Aranbizkarra              | Álava                 | 1979      | Campo de fútbol Aranbizkarra      | -                                                                                    | @aranbizkarra   |  |
| C.D. El Pilar-Marianistas B   | Vitoria               | 2019      | Colegio Santa María - Marianistas | -                                                                                    | @marias_cd      |  |
| A.D. Colegio San Prudencio B  | Álava                 | 2020      | -                                 | -                                                                                    | -               |  |
| C.F. Izarra Gorri             | Izarra (Urcabustaiz)  | 1988      | Ostuño                            | http://izarragorri.webnode.es/Archivado+el+11+de+octubre+de+2014+en+Wayback+Machine. | -               |  |
| C.D. Sendeja                  | Vitoria               | 2019      | -                                 | https://sendeja.com/                                                                 | -               |  |
| SIMA Corazonistas             | Vitoria               | 2018      | -                                 | https://clubcorazonistasvitoria.es/                                                  | @FTCoras        |  |
| C.D. Lakua Arriaga "B"        | Vitoria               | 1984      | Arriaga                           | https://www.lakuaarriaga.es/                                                         | @CDLakuaArriaga |  |
| C.D.F. San Martín             | Vitoria               | 1995      | san Martín                        | https://www.cdfsanmartin.com/                                                        | @sanmarcdf      |  |
| Amurrio Club "B"              | Amurrio               | 2015      | Reformatorio                      | http://www.amurrioclub.es/ Archivado el 12 de enero de 2016 en Wayback Machine.      | -               |  |
| A.D.C. Abetxuko B             | Vitoria               | 2015      | Ametsa                            | https://www.abetxuko.com                                                             | @ADCAbetxuko    |  |
| Urgatzi K.K "B"               | Lasarte               | 2010      | Olabide                           | https://www.olabideikastola.eus/es/urgatzi                                           | -               |  |
| C.D. Lantarón                 | Lantarón              | 1976      | Campo de fútbol de Lantarón       | -                                                                                    | -               |  |
| C.D. Ayuda Condado de Treviño | Treviño               | 2018      | Treviño                           | -                                                                                    | -               |  |

## Campeones de la categoría
- 2000-01: Grupo 1 Luxaondo C.F. (Luyando) y Grupo 2 C.F. Aranbizkarra (Vitoria)
- 2001-02: S.D. Iru-Bat Santa Lucía (Vitoria)
- 2002-03: C.D. Vulcano (Ochandiano)
- 2003-04: C.D.C. Mercedes Benz (Vitoria)
- 2004-05: C.D. Campezo F.R. (Santa Cruz de Campezo)
- 2005-06: C.F. Rioja Alavesa Luzerna (Laguardia)
- 2006-07: C.D.F. San Martín (Vitoria)
- 2007-08: A.D.C. Abetxuko (Vitoria)
- 2008-09: C.D. Laudio B (Llodio)
- 2009-10: C.D. Lantarón (Lantarón)
- 2010-11: C.D. Campezo F.R. (Santa Cruz de Campezo)
- 2011-12: Grupo 1 S.D. Salvatierra B (Salvatierra) y Grupo 2 A.D. Zuia (Murgía (Zuya))
- 2012-13: Grupo 1 C.D. Campezo F.R. (Santa Cruz de Campezo) y Grupo 2 C.D.F.G. El Retorno (Vitoria)
- 2013-14: C.D. Elgorriaga (Vitoria)
- 2014-15: C.D. Vulcano (Ochandiano)
- 2015-16: C.D. Lantarón (Lantarón)